# СУ-71
СУ-71 (ГАЗ-71) — опытная лёгкая самоходная артиллерийская установка, разработанная на базе танка Т-70. 

## Предпосылки к разработке
К началу Второй мировой войны основными военными машинами РККА были танки. Танковая группа имела хорошую ударную силу, но поддерживать её было нечем. Руководству стало понятно, что для новой военной стратегии ведения войны крайне необходимы средства поддержки как пехоты, так и танков на поле боя.
По ходатайству ГАУ РККА, ГКО принял решение № 2429сс о разработке и подготовке серийного производства «артиллерийских самоходов» всех необходимых калибров. На базе унифицированного шасси, которое предназначалось для создания машин различного значения, в КБ Горьковского автозавода под руководством Н.А. Астрова была создана самоходная установка СУ-71. Узлы и агрегаты в ней были применены от лёгких танков Т-60 и Т-70. Осенью того же года было выпущено два опытных образца, один из которых прошёл заводские испытания, но на вооружение СУ-71 не приняли. 

## Испытания и вердикт
При полигонных испытаниях самоходки СУ-71 была выявлена неудовлетворительная работа системы охлаждения САУ. Для исправления недостатков требовалась значительная переработка машины. Комиссия составила акт от 19 ноября 1942 года, который гласит, что СУ-71 не обладает надлежащей надёжностью и не отвечает требованиям технического задания. Помимо этого, гусеничные шасси не имели преемственности с выпускаемыми на Горьковском автозаводе машинами, что требовало при серийном выпуске переоснащения всего завода, что было не возможно в условиях военного времени. Работы по СУ-71 были свёрнуты в связи с принятием на вооружение СУ-76.

## Техническое описание конструкции
Схема компоновки предусматривала переднее расположение трансмиссии и силовой установки, а также размещение неподвижной боевой рубки и ведущих колес. Слева в носовой части корпуса размещалось отделение управления, моторное отделение располагалось справа. В верхнем лобовом листе корпуса располагался входной люк механика-водителя, на котором устанавливался смотровой перископический зеркальный прибор. Наводчик находился слева от пушки, командир и заряжающий у правого борта броневой рубки. Загрузка боекомплекта и посадка экипажа производилась через дверь, расположенную в кормовом листе боевой рубки. Ёмкость топливных баков составляла 400 л. Запас хода машины по шоссе достигал 250 — 300 км.

### Броневой корпус и рубка
Броневая защита корпуса и рубки – противопульная и выполнена из броневых катаных листов толщиной 7, 10, 15, 25, 30 мм, расположенных с рациональными углами наклона. Лобовой броневой лист рубки имел толщину 30 мм при наклоне 30°, верхний лобовой лист корпуса имел толщину 25 мм при наклоне 68°, а нижний носовой лист корпуса был толщиной 30 мм при наклоне в 30°. Противооткатные устройства САУ выходящие за броню, были прикрыты подвижной бронировкой. Помимо люка механика-водителя на верхнем лобовом листе корпуса имелся люк, закрывающейся броневой крышкой на петлях. Для заводной рукояти в нижнем броневом листе имелось два люка.

### Вооружение
В боевом отделении на станке установили 76,2-мм пушку ЗИС-3Ш образца 1942 года с клиновым затвором и полуавтоматикой механического типа. Горизонтальные цапфы орудия устанавливались в подшипниках, корпуса которых крепились к специальному коробу, приваренному к переднему листу рубки и крыше корпуса машины. Корпус подшипников САУ был связан двумя боковыми распорками с днищем боевой рубки для обеспечения жесткости. Для стрельбы прямой наводкой использовался штатный прицел пушки ЗИС-3, для стрельбы с закрытых позиций  панорамный прицел.  Подъёмный механизм пушки секторного типа обеспечивал углы вертикальной наводки от −3° до +25°. Винтовой поворотный механизм обеспечивал сектор горизонтального обстрела +15°. В боекомплект пушки входили 60 выстрелов с бронебойно-трассирующими (БР-350А, БР-350Б, БР-350СП), осколочно-фугасными (ОФ-350), осколочными (О-350А) и фугасными (Ф-354, Ф-354Ф) снарядами. Кроме того, в боевом отделении укладывались два 7,62-мм пистолета-пулемёта ППШ с боекомплектом.

### Двигатель
У правого борта корпуса расположили параллельно друг другу два четырёхтактных 6-цилиндровых карбюраторных двигателя ГАЗ-202 с жидкостным охлаждением. Общая мощность силовой установки составила 140 л.с. (103 кВт). Запуск двигателей осуществлялся с помощью двух электростартеров СТ-06 мощностью 2 л.с. (1,5 кВт) каждый или с помощью заводной рукоятки вручную. Устанавливались карбюраторы марки М-1. Система зажигания батарейная.

### Трансмиссия
В состав механической трансмиссии входили: два фрикциона сухого трения; две четырёхступенчатые коробки передач идентичные ГАЗ-ММ; соединительный вал, муфта соединительного вала, два многодисковых бортовых фрикциона с ленточными тормозами и два бортовых редуктора, размещавшихся в кормовой части корпуса машины под полом боевого отделения, бортовые фрикционы, используемые в качестве механизма поворота. 

### Ходовая часть
Индивидуальная торсионная подвеска, мелкозвенчатые гусеницы с ОМШ, задние ведущие колеса со съёмными зубчатыми венцами цветочного зацепления, направляющие колеса с механизмами натяжения гусениц, двенадцать опорных и шесть поддерживающих катков с наружной амортизацией, унифицированных с танком Т-70.

### Электрооборудование
Электрооборудование выполнено по однопроводной схеме. В качестве источников электроэнергии использовались два аккумулятора типа ЗСТЭ-112, соединённые последовательно, общей емкостью 112А. Напряжение бортовой сети составляет 12 В. Генератор Г-64 мощностью 250 Вт с реле-регулятором РРА-44.

### Средства связи
Для внешней радиосвязи устанавливалась радиостанция 9-Р, а для внутренней — танковое переговорное устройство ТПУ-ЗР. Для связи командира с механиком-водителем использовалась световая сигнализация.

### Средства пожаротушения
В качестве противопожарного оборудования использовались два ручных тетрахлорных типовых огнетушителя, установленных в боевом отделении.